# Сапега, Казимир Ян
Казими́р Ян Сапе́га (пол. Kazimierz Jan Sapieha; 1637 или 1638 — 13 марта 1720, Гродно) — государственный и военный деятель Великого княжества Литовского.

## Биография
Представитель магнатского рода Сапег герба Лис, старший сын гетмана великого литовского и воеводы виленского Павла Яна Сапеги (ок. 1610—1665) и его второй жены Анны Барбары Копеч (ум. 1707).
Получил образование в университетах Граца и Лувена. Избирался послом на Сейм Речи Посполитой в 1664—1665, 1666, 1668, 1669 и 1670 годах. Маршалок Трибунала Великого княжества Литовского в 1686, 1689 и 1708 годах.
Казимир Ян Сапега поддерживал правителя Речи Посполитой Михаила Корибута Вишневецкого (1669—1673) и возглавлял оппозицию в Великом княжестве Литовском против господства Пацов.
Участвовал в военных кампаниях против турок-османов в 1673, 1674, 1689, 1691 и 1694 годах. В 1683 году командовал 10-тысячным литовским войском, которое действовало в Словакии.
С 1684 года перешел в оппозицию к правителю Речи Посполитой Яну III Собесскому. В 1693—1696 годах находился в конфликте с епископом виленским Константином Казимиром Бжостовским, который 18 апреля 1694 года отлучил его от церкви.
Во время Северной войны (1700—1721) гетман великий литовский Казимир Ян Сапега находился на стороне Станислава Лещинского и Швеции. 18 ноября 1700 года потерпел поражение в битве при Олькениках от литовского шляхетского ополчения под командованием Михаила Сервация Вишневецкого. В 1708 году Казимир Ян Сапега передал булаву гетмана великого литовского и командование литовской армией своему племяннику Яну Казимиру Сапеге.
В конце 1709 — начале 1710 года Казимир Ян Сапега перешел на сторону короля польского Августа II Сильного, который вернул ему должность воеводы виленского. В 1710 году принимал участие в Варшавской вальной раде. В 1716 году присоединился к генеральной конфедерации Великого княжества Литовского в Вильне, но не принёс присяги.
13 марта 1720 года воевода виленский Казимир Ян Сапега скончался в Гродно. Был похоронен в городе Берёзе-Картузской.

## Должности
Занимал важные государственные посты в Великом княжестве Литовском:
- чашник великий литовский (1656—1661),
- подстолий великий литовский (1661—1663),
- подскарбий надворный литовский (1661—1670),
- воевода полоцкий (ок. 1670—1681),
- гетман польный литовский (1681—1682),
- староста жемайтский (возможно, с 1681/82)
- воевода виленский (в 1682—1703 и 1705—1720)
- староста брестский,
- гетман великий литовский (в 1682—1703 и 1705—1708).

## Семья
Был женат трижды:
1. (c 1667 года): Кристина Барбара Глебович (1647—1695), младшая дочь Юрия Глебовича; от неё дети:
  1. Ежи Станислав (1668—1732), стольник литовский, воевода трокский, воевода мстиславский
  2. Михаил Франтишек (1670—1700), конюший литовский, генерал артиллерии литовской, староста ошмянский, князь Священной Римской империи (1700)
  3. Александр Павел (1672—1734), чашник литовский, маршалек надворный литовский, маршалек великий литовский
  4. Катажина Схоластика (до 1674—1720), с 1687 жена Стефана Миколая Браницкого (ум. 1709) и мать Яна Клеменса Браницкого

1. (с 1703 года): Тереза Корвин Гонсевская (ум. 1708), дочь польного гетмана литовского Винцента Гонсевского (1620—1662) и Магдалены Конопацкой (ум. 1694); вдова Юзефа Слушки.

1. (с после 1711 года): графиня Антония Сибилла Вальдштейн-Арнау (1674—1738), вдова Анджея Гелгуда